# Nécessité (Aristote)
La nécessité est un concept clef de la philosophie d'Aristote, qui a évolué au cours de l’œuvre du philosophe. En première approche, la nécessité est ce qui ne peut pas ne pas être, ou ce dont le contraire ne peut se concevoir.

## Concept

### Nécessité simple
La nécessité existe en philosophie avant Aristote. Son maître, Platon, utilise par exemple le terme dans le Timée pour désigner l'inexorable, c'est-à-dire l'ananké. La nécessité est alors définie comme ce qui ne peut pas ne pas être, c'est-à-dire ce qui doit être.
Aristote reprend cette définition dans un premier temps de la Métaphysique. Le nécessaire reste ce qui ne peut pas ne pas être, ce qui doit être, mais aussi, ce dont on ne peut concevoir le contraire. Ainsi, pour le philosophe, « la conclusion d'une démonstration est nécessaire lorsque le syllogisme présente la cause pour laquelle une chose est telle et non autrement », selon Michaël Fœssel,.

### Les trois nécessités
Aristote a toutefois besoin de définir de manière plus complète et rigoureuse la nécessité, car il la tient pour le fondement même de la science. Selon lui, il ne peut y avoir de science que dans la nécessité, et non dans la contingence ; si tout était contingence, en effet, on ne pourrait dégager de régularités, de règles, de lois. La définition classique de la nécessité n'étant pas suffisante aux yeux du Stagirite, il propose de distinguer trois types de nécessités :
- La nécessité absolue (ἐξ ἀνἀγκης [...] ἁπλώς). Cette nécessité a pour modèle les choses immuables et éternelles, telles que les réalités mathématiques, rapports de nombres, propriétés géométriques. Il est nécessaire qu'un et un fassent deux, ou que la somme des angles d'un triangle fassent 180°. Mais elle se manifeste aussi dans les choses naturelles et artificielles qui sont elles aussi soumises à une nécessité absolue et mécanique (par le fait notamment qu'elles sont aussi des choses matérielles) en dépit du finalisme qui les anime pourtant[3].

Cela ne peut pas ne pas être, dans l'absolu, et sera toujours nécessaire quoi qu'il arrive. Dans l'Éthique à Nicomaque, Aristote soutient que le passé rend absolue une nécessité qui était conditionnelle au moment du choix, car le choix volontaire ne se rapporte pas au passé. Vue de manière rétrospective, la nécessité est absolue.
- La nécessité par contrainte ou violence (necessitas coactionis). Cette nécessité est celle de ce qui est forcé à agir d'une telle manière, quand bien même cela n'est pas dans sa nature. C'est une force extérieure qui agit sur l'acteur[4].

- La nécessité hypothétique, ou conditionnelle (« ἐξ ὑποθέσεως », ex hupotheseôs ; en latin : ex suppositione). Cette nécessité n'est pas nécessaire dans l'absolu, mais elle est nécessaire pour qu'advienne tel ou tel effet. La nécessité hypothétique est la condition qui doit être remplie pour qu'une conséquence arrive[6]. Ainsi, si je souhaite récupérer mon argent, je dois me rendre demain à l'agora pour coincer mon débiteur. Il n'est pas absolument nécessaire que j'aille à l'agora demain, car je pourrais abandonner ma prétention à récupérer mon argent, mais si je souhaite le récupérer, alors je dois y aller[7].

Ces nécessités correspondent aux quatre causes identifiées par Aristote. Ainsi, la nécessité absolue s'apparente aux causes intrinsèques (cause matérielle et cause formelle), la nécessité par contrainte ou violence à la cause efficiente, et la nécessité hypothétique à la cause finale.

## Postérité

### Scolastique
La conception de la nécessité par Aristote connaît une grande postérité à l'ère de la scolastique et de la théologie. La scolastique s'en saisit principalement grâce à la traduction de Boèce. Thomas d'Aquin, grand lecteur d'Aristote, réutilise par conséquent ses définitions. Il les traduit en latin.

### Leibniz
Gottfried Wilhelm Leibniz utilise abondamment les catégories de la nécessité d'Aristote dans ses propres travaux.

### Phénoménologie
Les nécessités distinguées par Aristote ont une fécondité importante, non seulement dans le champ de la métaphysique, mais aussi, bien plus tard, de la phénoménologie. Son concept est ré-élaboré par Jean-Luc Marion, qui parle de contingence nécessaire.